# Пальмеццано, Марко
Марко Пальмеццано (итал. Marco Palmezzano; 1459, Форли, Эмилия-Романья — 1539, Форли) — живописец и архитектор эпохи итальянского Возрождения, представитель «школы Форли».

## Биография
Пальмеццано был учеником местного живописца Мелоццо да Форли, одного из главных представителей «школы Форли». Поэтому Марко Пальмеццано на некоторых своих произведениях ставил подпись на латыни: Marcus de Melotiis, то есть «Марко ди Мелоццо». Это приводило к тому, что его произведения часто атрибутировали неверно, приписывая самому Мелоццо.
От учителя Марко Пальмеццано перенял зрительно прочную монументальную постановку фигур, как это делал Андреа Мантенья, оказавший влияние на обоих художников. Вместе с Мелоццо да Форли Пальмеццано работал в Лорето, в сакристии Сан-Марко (Камера дель Тезоро) в базилике Санта-Каза (композиция «Вход Христа в Иерусалим»). Между 1464 и 1467 годами, также с Мелоццо да Форли, он трудился над фресками в базилике Санти-Апостоли, в капелле кардинала Виссариона Никейского (La Cappella di Bessarione) в Риме, а также в капелле Фео в Сан-Бьяджо-ин-Форли (разрушенной во время бомбардировок Второй мировой войны); его руку можно проследить в задумчивых фигурах апостолов; вместе с Мелоццо да Форли и Антониаццо Романо выполнял росписи в апсиде церкви Санта-Кроче-ин-Джерусалемме в Риме.
В 1495 году Пальмеццано переехал в Венецию, где, согласно документу 1495 года, открыл мастерскую: от живописи лагуны он перенял вкус к ведутам (пейзажам), яркости красок и пёстрой, разукрашенной архитектуре. В последние годы Пальмеццано работал в своем родном городе, а также в Фаэнце и в долинах, ведущих во Флоренцию, Чезену, Равенну. В 1506 году он составил чертежи трёх капелл для церкви Сан-Франческо в Форли. В 1517 году спроектировал Оспедале Баттути в Форли. Скончался в Форли в 1539 году. Среди его учеников значится Бальдассарре Каррари иль Джоване.
В 2006 году родной город художника почтил его память, посвятив ему большую монографическую выставку по случаю открытия нового музейного комплекса Сан-Доменико в Форли.

## Стилевые особенности и значение творчества Пальмеццано
Венецианская школа живописи, прежде всего творчество Джованни Беллини и Чима да Конельяно, оказывали наиболее сильное влияние на искусство Пальмеццано. Более того, он остался верен венецианскому стилю конца XV и начала XVI века, минуя маньеризм, и казался невосприимчивым к последующим стилевым течениям в живописи. «Одной из самых привлекательных граней творчества Пальмеццано являются характерные и наводящие на размышления пейзажи, формирующие фон многих его алтарных картин. Это смесь идеального и лирического, а также наблюдаемой реальности апеннинских предгорий и гор к югу от Форли, к которым Пальмеццано испытывал настоящую привязанность. Эти пейзажи также используются для тонкого и образного эффекта, чтобы передать символические религиозные послания произведений».
По словам Клары Эрскин Клемент, живопись художника, которая также была определена как «геометрическая», поскольку она «сильно перспективна», предвосхищает и «подготавливает картины Корреджо, Карраччи и других живописцев эпохи барокко».
- Мастерская Пальмеццано. Мадонна с Младенцем и святыми. Дерево, масло. Галерея искусств Уокера, Ливерпуль
- Mадонна на троне с Младенцем, Антонием Падуанским и Св. Августином. Дерево, масло. Церковь Сан-Николо-э-Франческо
- Распятие с Девой Марией и Св. Иеронимом. Дерево, масло. Малый дворец, Авиньон
- Пьета с двумя ангелами. Дерево, масло. Галерея Франкетти, Ка-д’Оро, Венеция